# الأب (فلم 2020)
الأب (بالإنجليزية: The Father) فيلم درامي لعام 2020 شارك في كتابته وأخرجه الفرنسي فلوريان زيلر، استنادًا إلى مسرحيته «الأب» التي صدرت عام 2012. الفيلم إنتاج فرنسي بريطاني مشترك. نجوم الفيلم أنتوني هوبكنزوقد حصل على الأوسكار وأوليفيا كولمان (ترشحت لجائزة الأوسكار لأفضل ممثلة مساعدة) ومارك جاتيس. ويروي قصة رجل مسن من ويلز يجب أن يتعامل مع فقدان الذاكرة المتطور.
عرض الفيلم العرض العالمي الأول في مهرجان صندانس السينمائي في 27 يناير 2020، ومن المقرر أن تقوم بتوزيعه شركة ليونزجيت لدور العرض في المملكة المتحدة في 8 يناير 2021. أشاد النقاد بالفيلم كما أشادوا بأداء هوبكنز وكولمان.

## طاقم التمثيل
- أنتوني هوبكنز: في دور أنتوني
- أوليفيا كولمان: في دور آن
- مارك جاتيس: في دور الرجل
- ايموجين بوتس: في دور لورا
- روفوس سيويل: في دور بول
- أوليفيا ويليامز: في دور المرأة
- عائشة داركار: في دور الدكتورة ساري
- رومان زيلر: في دور صبي[12]

## أحداث الفيلم
لا يريد المهندس السابق أنتوني (أنتوني هوبكنز) مغادرة شقة لندن الفاخرة حيث عاش فيها لسنوات عديدة. عندما تعلن ابنته آن (أوليفيا كولمان)، التي تعيش معه، عن مغادرتها للعيش في باريس مع بول (روفوس سيويل)، يقلق أنتوني بشأن ما سيحدث له. تقلق آن أيضًا ، لأن والدها تظهر عليه علامات الخرف. أحيانًا يكون على ما يرام تمامًا، لكن في أحيان أخرى لا يعرف من هي. يقول أنتوني أحيانا يرى في شقته رجلاً لا يتعرف عليه، وهذا الرجل يقول إنه يعيش هناك. تقرر آن تستأجر ممرضة تُدعى لورا (إيموجين بوتس) لرعايته، ولكن على الرغم من رد الفعل الإيجابي الأولي لأنتوني تجاهها، إلا انه يؤكد عدم حاجته إلى مقدم رعاية ويمكنه الاعتناء بنفسه، ومع ذلك، عندما لا يجد شيئًا ما يبحث عنه، يسأل آن إذا كان في شقته الخاصة، لأنها فجأة تبدو مختلفة، حتى أنه يشك في آن، متسائلاً عما إذا كانت تمارس بعض الحيل معه لتجعله يعتقد أن حاجياته الخاصة لم تكن موجودة أصلاً.

## استقبال الفيلم
منح موقع الطماطم الفاسدة فيلم «الأب» تقييم 100% بناء على آراء 36 ناقد سينمائي، ونص إجماع نقاد الموقع على ما يلي: «يقدم الأب، بقيادة الكاتب والمخرج فلوريان زيلر، صورة تعاطفية مدمرة للخرف، مدعومة بأداء ممتاز وبإدارة فنية للخرف».
منح موقع «ميتاكريتيك» الفيلم تقييم 86% بناء على آراء 10 نقاد.
كتب أوين غليبرمان في مجلة فارايتي: «أن الأب يقدم شيئًا لم تأت به أفلام قليلة عن التدهور العقلي في سن الشيخوخة بهذه الطريقة. إنه يضعنا في ذهن شخص يفقد عقله، ويفعل ذلك من خلال الكشف عن هذا العقل ليكون مكانًا للتجربة المنطقية والمتماسكة على ما يبدو»، بالنسبة لصحيفة الغارديان، كتب بنجامين لي عن أداء هوبكنز: «إنه عمل مذهل ومفجع، مشاهدته وهو يحاول أن يشرح بعقلانية لنفسه ومن حوله ما يمر به. في بعض أكثر لحظات الفيلم إزعاجًا بهدوء، يتغير عالمه مرة أخرى لكنه يظل صامتًا، مدركًا أن أي محاولة للتساؤل عما استيقظ عليه لن تقع إلا على آذان صماء. يقدم هوبكنز سلسلة كاملة من الغضب إلى الغضب للإزعاج وعدم الشعور به أبدًا».
كتب تود مكارثي من هوليوود ريبورتر: «أفضل فيلم عن الشيخوخة منذ فيلم»امور Amour«قبل ثماني سنوات، الأب قدم نظرة ثاقبة ودقيقة في الزحف على الخرف والأضرار التي تلحق بمن هم على مقربة من المصابين. أمام أداء مذهل من أنتوني هوبكنز كرجل إنجليزي فخور ينكر حالته، يمثل هذا العمل القوي أول ظهور إخراجي رائع لمؤلف المسرحية الفرنسي فلوريان زيلر».

## الجوائز
- جائزة الميدالية الفضية في مهرجان تيلورايد السينمائي (أنتوني هوبكنز) Telluride Film Festival[19]
- جائزة التقدير في مهرجان تورونتو السينمائي الدولي (أنتوني هوبكنز) Toronto International Film Festival[20]
- جائزة العيون الذهبية في مهرجان زيورخ السينمائي (أوليفيا كولمان) Zurich Film Festival[21]
- جائزة الجمهور في مهرجان سان سباستيان السينمائي الدولي San Sebastián International Film Festival[22]
- جائزة اختيار الجمهور في مهرجان ساين في سادبري Cinefest Sudbury[23]
- جائزة اختيار الجمهور من مؤسسة صندوق استثمار الأطفال CIFF[24]
- جائزة الأوسكار لأفضل ممثل من نصيب أنتوني هوبكنز[25]
- جائزة الأوسكار لأفضل سيناريو مقتبس: كريستوفر هامبتون (سيناريو) فلوريان زيلر (سيناريو)[26]

## اختيارات وترشيحات
ترشح الفيلم لنيل جائزة الجمهور في مهرجان تورونتو السينمائي الدولي، وتم اختياره رسميًا في كل من:
مهرجان صندانس السينمائي
مهرجان تورنتو السينمائي الدولي
مهرجان تيلورايد السينمائي
مهرجان سان سيباستيان السينمائي الدولي
مهرجان زيورخ السينمائي
مهرجان هامبتنز السينمائي الدولي
مهرجان دينارد السينمائي البريطاني
جائزة الأوسكار لأفضل ممثلة مساعدة «أوليفيا كولمان».

## وصلات خارجية
- مقالات تستعمل روابط فنية بلا صلة مع ويكي بيانات